# هاوارد بیرنبائوم
هاوارد کنت بیرنبائوم ‏(به انگلیسی: Howard Kent Birnbaum)‏ (۱۸ اکتبر ۱۹۳۲ بروکلین، نیویورک - ۲۳ ژانویه ۲۰۰۵ اوربانا، ایلینوی) متالورژیست آمریکایی است که تحقیقاتش در زمینه‌ی تغییر شکل پلاستیک ناشی از برهم‌کنش عیوب نقطه‌ای، خطی و صفحه‌ای شناخته‌شده‌است.
وی در سال ۱۹۵۳ مدرک کارشناسی و در سال ۱۹۵۵ کارشناسی ارشد خود را از دانشگاه کلمبیا دریافت کرد. در سال ۱۹۸۵ دکترای خود را در رشته متالورژی از دانشگاه ایلینوی گرفت. او از سال ۱۹۵۸ تدریس خود را در دانشگاه شیکاگو آغاز کرد و از سال ۱۹۶۱ تا ۱۹۹۹ تدریس خود را در دانشگاه ایلینوی ادامه داد.

## جوایز
- بورس گوگنهایم - ۱۹۶۷[۱]
- مدال طلای رابرت فرانکلین مهل[۲] - انجمن مهندسی متالورژی آمریکا - ۱۹۸۶[۳]
- جایزه فون هیپل[۴] - انجمن تحقیقات مواد - ۲۰۰۲[۵]